# Adoration des mages (Mantegna)
Pour les articles homonymes, voir Adoration des mages (homonymie).
Adoration des mages est un tableau réalisé par le peintre italien Andrea Mantegna vers 1495-1505. Cette tempera sur toile de lin est une peinture chrétienne qui représente l'Adoration des mages, les trois rois à droite offrant leurs présents à la Sainte Famille à gauche. L'œuvre fait partie depuis 1985 des collections du J. Paul Getty Museum de Los Angeles, aux États-Unis.